# Protea argyrea
Protea argyrea är en tvåhjärtbladig växtart. Protea argyrea ingår i släktet Protea och familjen Proteaceae.

## Underarter
Arten delas in i följande underarter:
- P. a. argyrea
- P. a. zambiana